# وراثت چندگانه
وراثت چندگانه (به انگلیسی: Multiple inheritance)، ویژگی برخی  زبان‌های برنامه‌نویسی شی‌گرا است که ارث‌بری یک کلاس را به طور همزمان از چندین کلاس والد خود ممکن می‌سازد. این قابلیت در مقابل وراثت منفرد (به انگلیسی: single inheritance) می‌باشد.
زبان‌های برنامه‌نویسی Eiffel ،C++ ،Python ،Perl ،Curl  و Common Lisp از ویژگی وراثت چندگانه پشتیبانی می‌کنند.